# Debyemodellen
Debyemodellen är i termodynamiken och fasta tillståndets fysik en modell utvecklad av Peter Debye 1912 för att beskriva fononers bidrag till värmekapaciteten i fasta material. Modellen beskriver atomernas vibrationer i materialet som fononer i en låda, i motsats till Einsteinmodellen, som beskriver ett fast material som många icke-interagerande kvantharmoniska oscillatorer. Till skillnad från Einsteinmodellen ger Debyemodellen ett korrekt temperaturberoende {\displaystyle C\propto T^{3}} för värmekapaciteten vid låga temperaturer. I likhet med Einsteinmodellen ger modellen även ett korrekt temperaturberoende vid höga temperaturer i enlighet med Dulong–Petits lag. På grund av modellens enkelhet klarar den dock inte av att beskriva temperaturberoendet vid intermediära temperaturer på ett fullständigt korrekt sätt.